# Flüelen
Flüelen (wł. Fiora) − miejscowość i gmina w Szwajcarii, w kantonie Uri. Leży nad jeziorem Urnersee oraz rzeką Reuss.

## Demografia
We Flüelen mieszka 1 991 osób. W 2021 roku 13,3% populacji gminy stanowiły osoby urodzone poza Szwajcarią. 

## Transport
Przez teren gminy przebiegają autostrada A4 oraz droga główna nr 2.